# Hors du temps (film, 2024)
Pour les articles homonymes, voir Hors du temps.
Pour plus de détails, voir Fiche technique et Distribution.
Hors du temps est un film français réalisé par Olivier Assayas et sorti en 2024.
Il est présenté en avant-première à la Berlinale 2024.

## Synopsis
Étienne et Paul, alter-egos d'Olivier Assayas et de son frère Michka, vivent le confinement sanitaire d'avril 2020 dans leurs maison familiale proche de Paris,, avec leurs compagnes Carole et Morgane.
Les deux frères vont profiter de ce moment « hors du temps » pour se reconnecter à la nature, verdoyante et ouverte, et à leurs souvenirs d'enfance.

## Fiche technique
Sauf indication contraire, les informations mentionnées dans cette section peuvent être confirmées par la base de données cinématographiques IMDb,  présente dans la section « Liens externes ».
- Titre français : Hors du temps
- Réalisation et scénario : Olivier Assayas
- Costumes : Jürgen Doering
- Photographie : Éric Gautier
- Montage : Marion Monnier
- Pays de production :  France
- Format : couleur
- Genre : comédie dramatique, autofiction
- Durée : 105 minutes
- Date de sortie :
  - Allemagne : 17 février 2024 (Berlinale)
  - France : 19 juin 2024

## Distribution
- Vincent Macaigne : Paul
- Micha Lescot : Étienne
- Nine d'Urso : Morgane
- Nora Hamzawi : Carole
- Dominique Reymond : la psychanalyste de Paul
- Maud Wyler : Flavia, l'ex de Paul
- Magdalena Lafont : Britt, la fille de Paul et Flavia
- Harold Crouzet : le nouveau compagnon de Flavia
- Lucrèce Carmignac : la première journaliste
- Charline Bourgeois-Tacquet : la seconde journaliste
- Thomas Bodson : Paul, jeune
- Olivier Assayas (non crédité) : le narrateur (voix)

## Production
Olivier Assayas a basé son film sur son propre confinement passé avec son frère Michka.
La maison est également un personnage, elle donne « l’impression d’être plus grande qu’elle n’est réellement. Elle est relativement exiguë, avec des chicanes, des couloirs », déclare le réalisateur, d'où des difficultés à la filmer.

## Sortie et accueil

### Accueil
En France, le site Allociné propose une moyenne de 2,3⁄5, d'après l'interprétation de 21 critiques de presse.
« En renouant avec le passé, dans ces retrouvailles avec l’espace familial, le réalisateur, comme en villégiature, renouvelle une liberté de ton attrayante ».

## Distinctions

### Sélection
- Berlinale 2024 : sélection officielle, en compétition[6]